# Everaldo de Jesus Pereira
Everaldo de Jesus Pereira (sinh ngày 19 tháng 2 năm 1980) là một cầu thủ bóng đá người Brasil.

## Sự nghiệp câu lạc bộ
Everaldo de Jesus Pereira đã từng chơi cho FC Tokyo.

## Thống kê câu lạc bộ

### J.League
| Đội       | Năm       | J.League | J.League | J.League Cup | J.League Cup | Tổng cộng | Tổng cộng |
| Đội       | Năm       | Trận     | Bàn      | Trận         | Bàn          | Trận      | Bàn       |
| --------- | --------- | -------- | -------- | ------------ | ------------ | --------- | --------- |
| FC Tokyo  | 2008      | 34       | 11       | 8            | 2            | 42        | 13        |
| FC Tokyo  | 2009      | 21       | 5        | 9            | 5            | 30        | 10        |
| Tổng cộng | Tổng cộng | 55       | 16       | 17           | 7            | 72        | 23        |